# Ethadophis foresti
Ethadophis foresti is een straalvinnige vissensoort uit de familie van slangalen (Ophichthidae). De wetenschappelijke naam van de soort is voor het eerst geldig gepubliceerd in 1964 door Cadenat & Roux.